# هاویلند (آریزونا)
هاویلند (به انگلیسی: Haviland) یک منطقهٔ مسکونی در ایالات متحده آمریکا است که در آریزونا واقع شده‌است. هاویلند ۴۵۴ متر بالاتر از سطح دریا واقع شده‌است.